# Mongóliában történt légi közlekedési balesetek listája
A Mongóliában történt légi közlekedési balesetek listája mind a halálos áldozattal járó, mind pedig a kisebb balesetek, meghibásodások miatt történt, gyakran csak az adott légiforgalmi járművet érintő baleseteket is tartalmazza évenkénti bontásban.

## Mongóliában történt légi közlekedési balesetek

### 1998
- 1998. május 26., Erdenet közelében. A MIAT Mongolian Airlines Harbin Y–12 típusú, JU-1017 oldalszámú utasszállító repülőgépe Erdenet közelében, röviddel a felszállást követően lezuhant. A balesetben 26 utas és 2 fő személyzet vesztette életét, túlélő nem volt. A belföldi járat Mörön légikikötőjébe tartott.[1]